# Cordia rubescens
Cordia rubescens är en strävbladig växtart som beskrevs av J. Estrada Sánchez. Cordia rubescens ingår i släktet Cordia, och familjen strävbladiga växter. Inga underarter finns listade i Catalogue of Life.